# Feria (quartier de Séville)
Cet article concerne le quartier de Séville. Pour la fête locale annuelle d'Espagne et du sud de la France, voir Feria.
Cet article concerne le quartier de Séville. Pour la fête populaire annuelle ayant lieu à Séville, voir Feria de Abril.
Feria est un quartier de la ville andalouse de Séville, en Espagne, situé dans le district Casco Antiguo.
Il doit son nom à la rue Feria, qui traverse le sud du quartier du nord au sud.

## Limites du quartier
Le quartier est limité au sud par les rues Trajano, Delgado, Amor de Dios et Morgado, par la place San Martín et par les rues Viriato, San Juan de la Palma, Dueños et Doña María Coronel qui le séparent du quartier d'Encarnación-Regina, à l'est par les rues Bustos Tavera et San Luis qui le séparent du quartier de San Julián, au nord par le passage Valvanera et la rue Relator qui le séparent du quartier de San Gil et à l'ouest par la Promenade d'Hercule et par la rue Trajano qui le séparent du quartier de San Lorenzo.

## Points d'intérêt
- Promenade d'Hercule
- Palacio de las Dueñas, palais appartenant à la maison d'Albe
- Église Saint-Louis-des-Français
- Église de San Juan de la Palma
- Eglise San Martín (es)

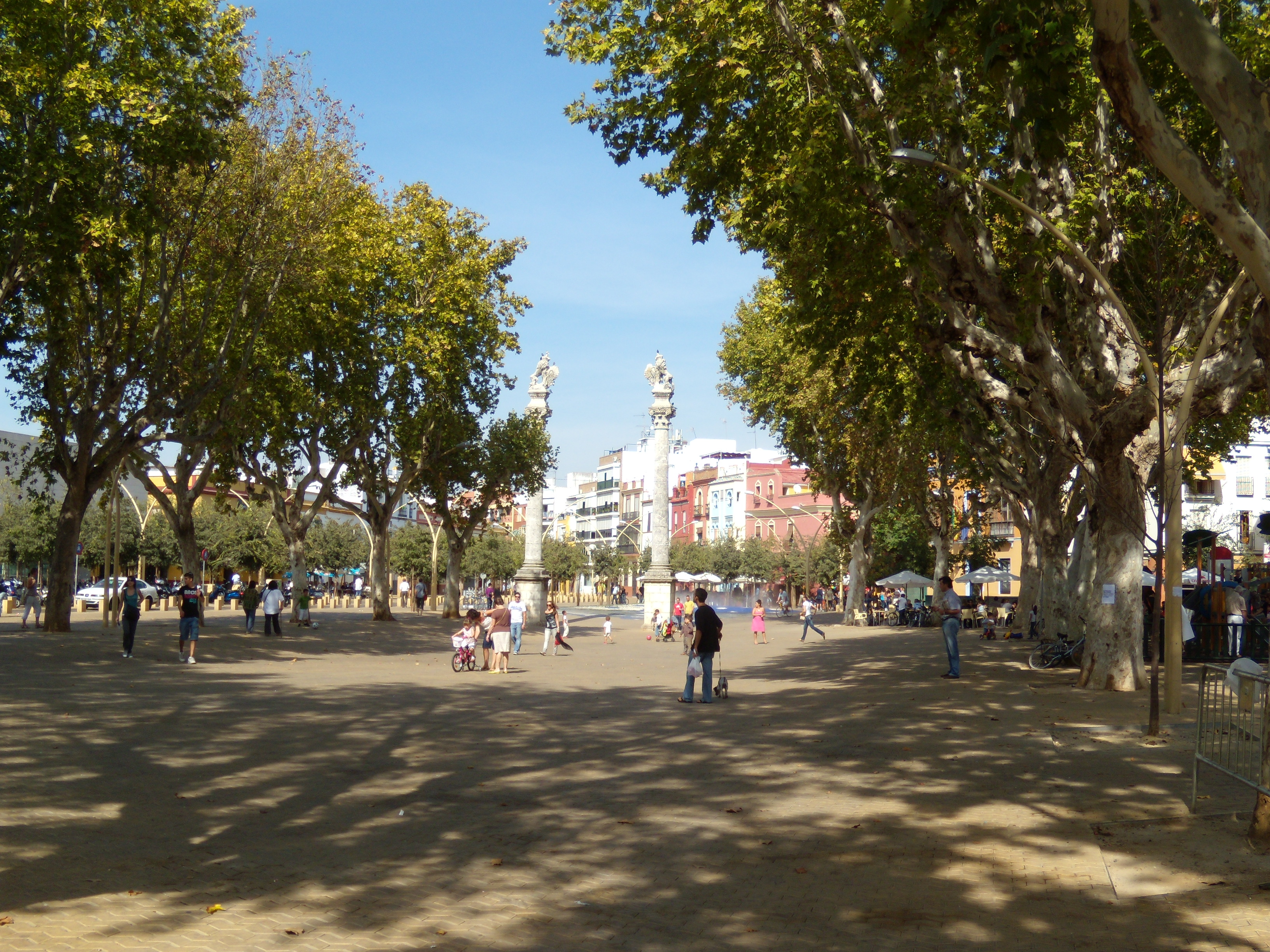
La Promenade d'Hercule
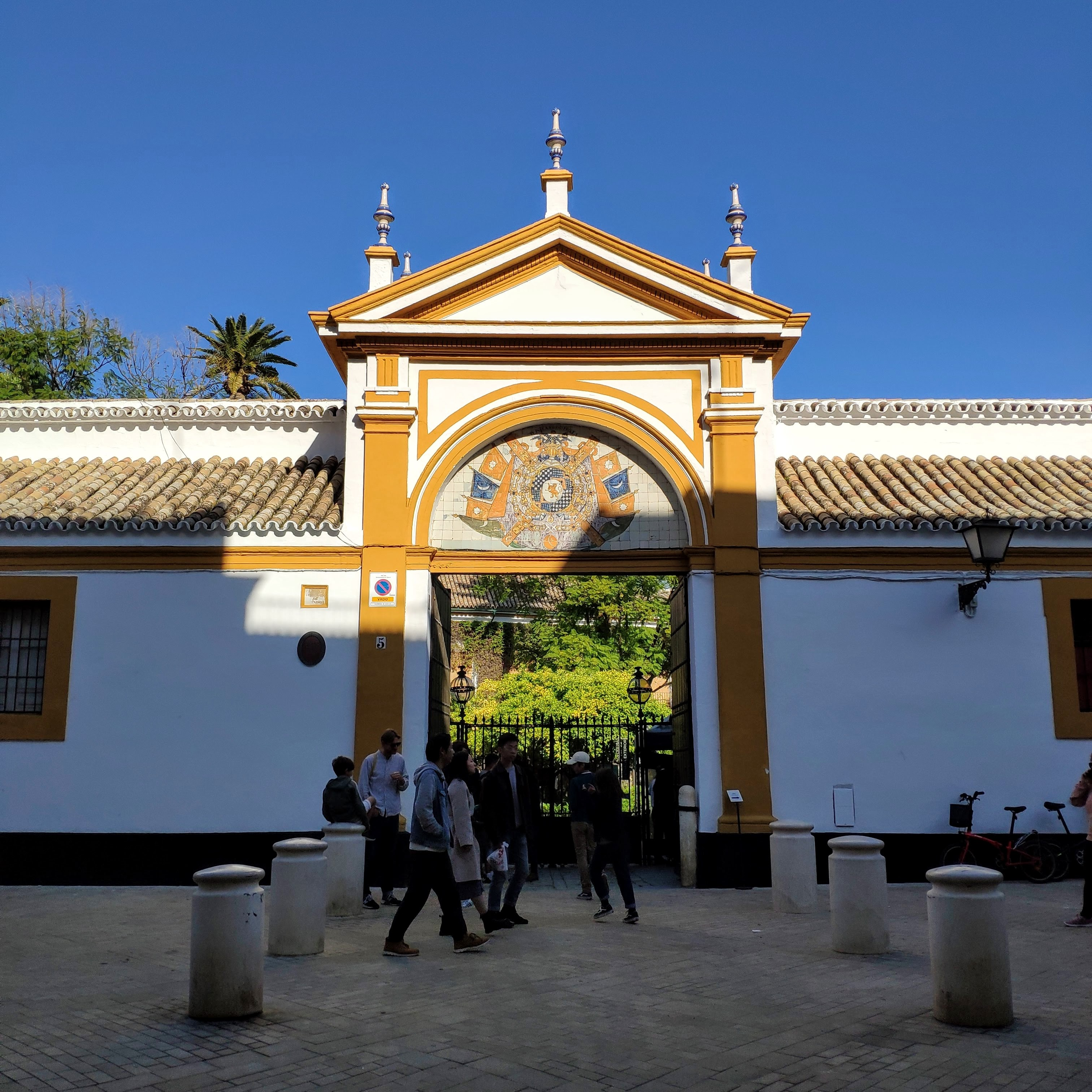
Portique du Palais de las Dueñas
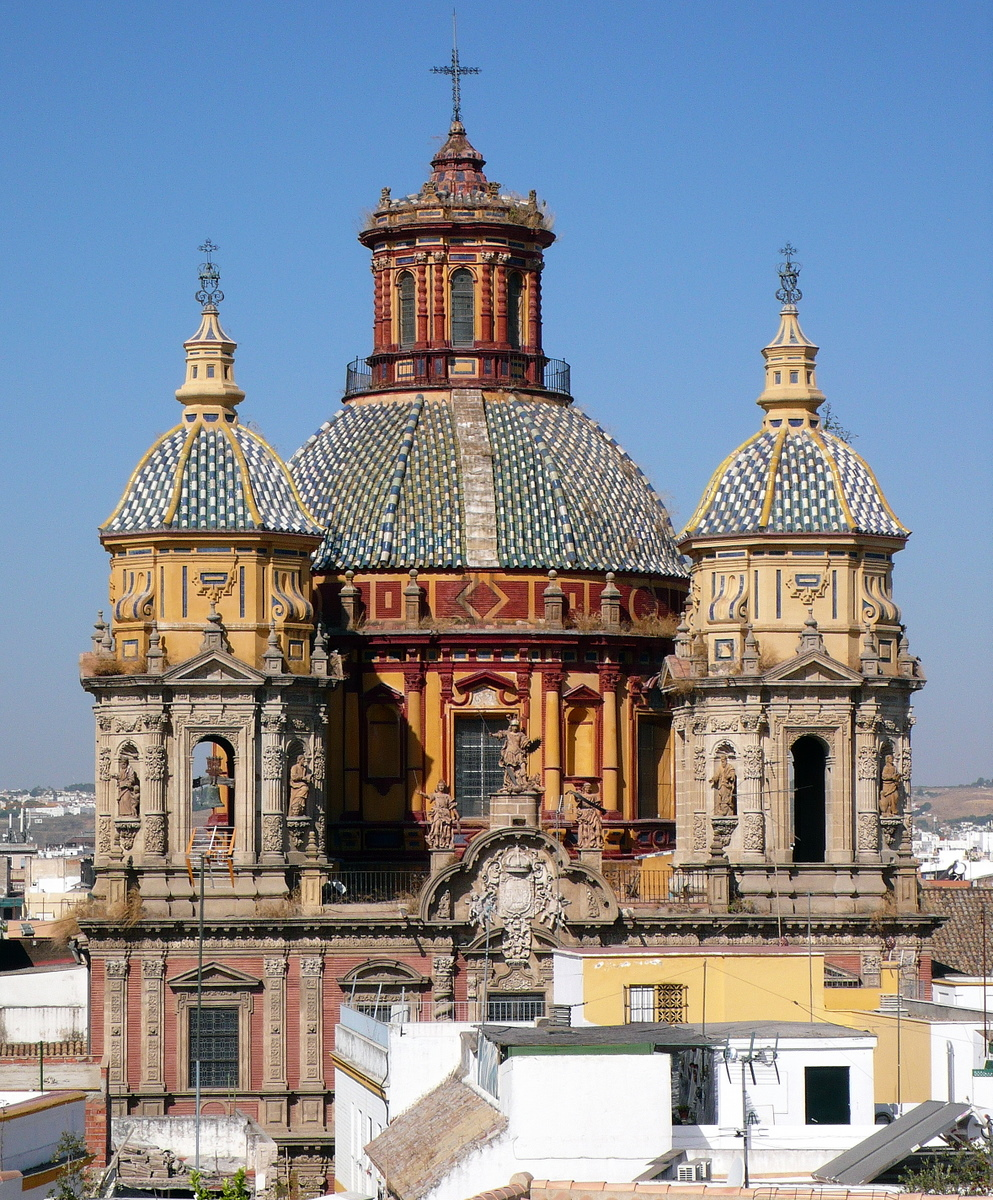
L'église Saint-Louis-des-Français
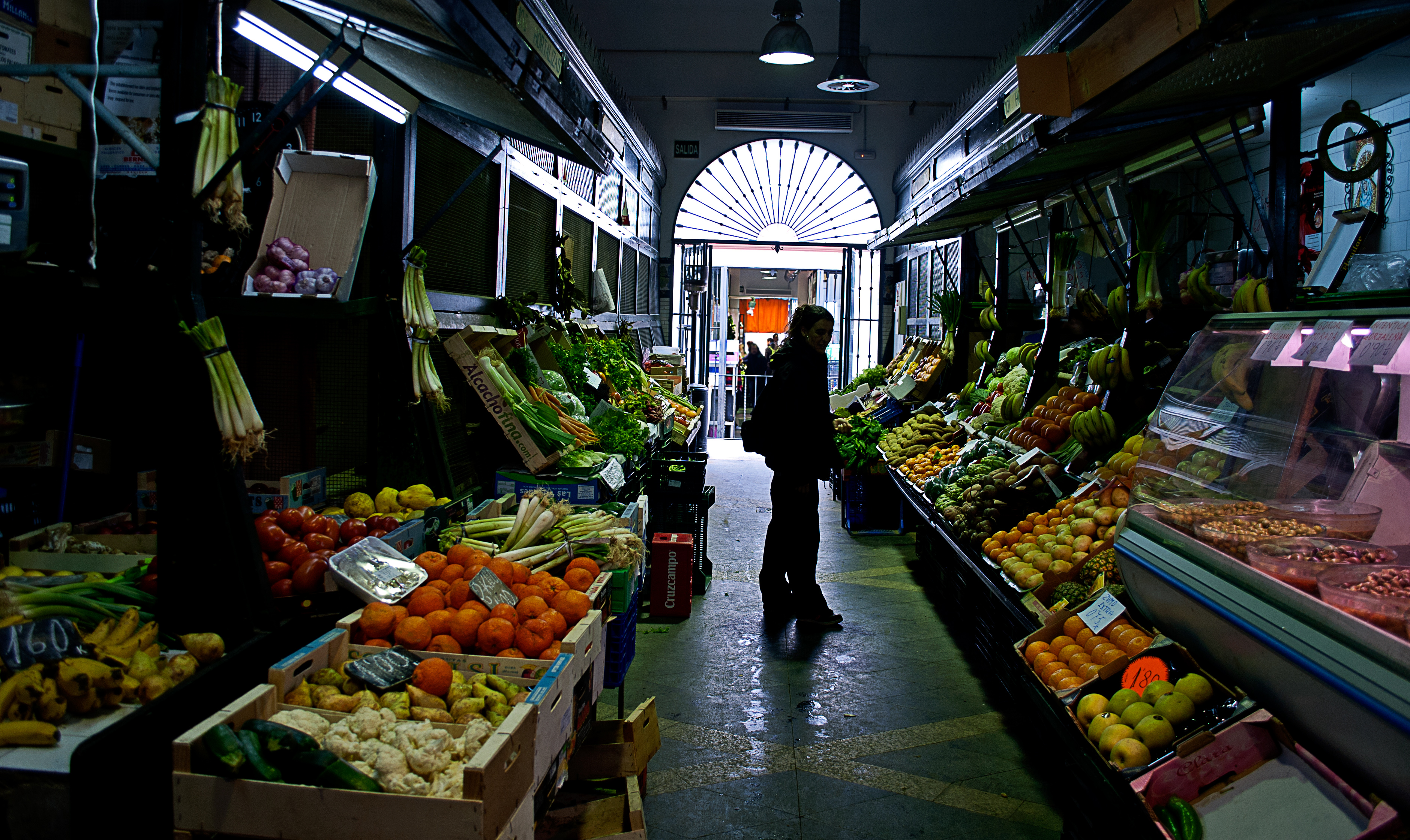
Marché de la Feria